# 本荘地区 (倉敷市)
本荘地区（ほんじょうちく）は、岡山県倉敷市児島地域にある地区である。かつての児島郡本荘村（ほんじょうそん）にあたり、現在の児島塩生（こじましおなす）、児島通生（こじまかよう）、児島宇野津（こじまうのつ）からなる。本荘小学校区に相当する。

## 概要
塩生（しおなす）、通生（かよう）、宇野津（うのつ）からなる。児島半島および児島地域の西端部にあたる南北に長い地区である。丘陵地と沿岸地域からなり、元々は水島灘に面した農村・漁村であった。平地は少なく、その少ない平地部は大半が埋立地であり、水島工業地帯の一部となり、多くの工場が立地している。水島工業地帯の開発により状況が一変し、元の海岸線は分からなくなり、児島と水島を結ぶ幹線道路も整備され交通量も増え、工業地へと変貌している。なお幹線道路より西方が工業地帯、東が昔からの集落となっている。

## 地域

### 通生
本荘地区南部にあたる。塩生・宇野津同様、かつては海に面していた、丘陵と沿岸部からなる古い集落で、古来より港町であった。
現在でこそ小さな漁港であるが、古代から近世まで、通生港は水島灘に面した良港として栄え、漁舟の他、大型帆船を持つ船主も居住し、明治になると北洋へニシン漁へ航海する者もいた。
桓武天皇の時代には坂上田村麻呂が喩伽山の妖鬼退治のため通生港から喩伽山へ向かったという伝説がある。
また天正3年には児島常山城を侵攻するために小早川隆景は、通生港に軍船を入れたという記録が残っている。
他にも明治30年10月30日に当時の海軍大臣であった西郷従道が通生港を視察。軍港設置の候補地ともなった。
明治以降になると汽船や交通機関の発達により、当地の港湾的役割がなくなった。
当地には総鎮守である本荘八幡神社があり、697年に行基によって創建されたという古い歴史を持つ。

### 塩生
本荘地区中部にあたる。かつては「しょうなす」とも呼ばれた。古代より製塩が行われてきた地であり、地名もそれに由来しているとされる。元は海に面していた古い集落だが、水島工業地帯造成のため地先を秘録干拓・埋め立てし、これにより西方の水島灘にあった高島は、現在陸続きとなっている。
また干拓・埋立以前は現在の幹線道路以西には古い砂丘が連なり、大きいものでは長さ2m、幅200mほどあるものもあった。この砂丘からは古代における製塩作業に使用した師楽式土器が出土している。さらに砂丘より内側にあった低い水田の表土下からは粘土で固められた塩田跡が埋まっていた。また砂丘にあった松林の中には製塩と関わりのある塩釜明神がまつられていた。
北部にある金浜（かなはま）集落は、古代製塩の遺地であり、金星は綿作地となり海岸沿いに綿畑が多かった。同じく北部にある宇頭間（うとうま）集落は、元は半農半漁の家が多く、梅栽培が盛んで梅林が多く存在した。現在は宅地化により減少している。当集落より西方へ長く突出した本太岬（もとふとみさき）は、児島西海岸第一の要害として中世には本太城が築かれた。現在は陸地化し、先端部の天神ケ鼻が岬状となっているのみである。
前述の高島は、昭和30年頃からの水島工業地帯の増設工事で陸続きとなった。島の東20戸ほどの集落があったが、集落内の船着き場は西側へと移動した。高島は吉備高島宮の比定地のひとつとされ、高島神社（現在の産土荒神社）が古くから祭られている。また古墳や古代遺跡も発見されている。

### 宇野津
本荘地区の北端部にあたる。水島灘に面した丘陵地と沿岸部からなる集落であったが、昭和30年代からの水島工業地帯の造成に伴う干拓・埋立により沿岸部の平地が広くなり、工場が多く立地し変貌した。
江戸時代には大庄屋が存在したことが『吉備温故秘録』に記載されてある。
またかつて宇野津焼と呼ばれる焼物が作られ、その窯跡がある。
地名の由来は2説あり、一つは「海の津」が変化したものと、もう一つは「鵜の津」に由来するものである。

## 人口・世帯数
平成24年9月末現在。
| 町字       | 世帯数 | 男性人口 | 女性人口 | 総人口 | 備考 |
| ---------- | ------ | -------- | -------- | ------ | ---- |
| 児島通生   | 603    | 792      | 745      | 1537   |      |
| 児島塩生   | 1020   | 1281     | 1125     | 2406   |      |
| 児島宇野津 | 122    | 172      | 154      | 326    |      |
| 総計       | 1745   | 2245     | 2024     | 4269   |      |

## 通信

### 電話番号
本荘地区を含む児島地域は倉敷MAに属し、市外局番は086。これは倉敷市の他地域に加え都窪郡早島町および岡山市南区の一部（植松・西畦・箕島）と共通となる。

### 郵便番号
全域が児島郵便局（郵便区番号711）の集配担当区域に当たる。
- 児島通生 - 711-0933
- 児島塩生 - 711-0934
- 児島宇野津 - 711-0935

## 学区
小学校区
全域が倉敷市立本荘小学校区。
中学校区
全域が倉敷市立味野中学校区。

## 地勢
山岳
- 三百山（135m）
- 龍王山（209.5m）
- 祇園山（181m）
- 大山（223.5m）
- 高山（196m）
- 梶山（102m）
- 北山
- 石鉄山

島嶼
- 葛島
- 上濃地島
- ヒコベ

岬
- 湊岬
- 宮の鼻岬
- 天神ケ鼻岬

## 主要施設
公的施設
- 倉敷市消防局児島消防署臨港分署

教育・保育施設
- 倉敷市立本荘小学校

港湾
- 高室漁港
- 通生漁港
- 本太港

企業
- 水島臨海工業地帯 C地区
  - 大阪ソーダ水島工場
  - 岡山化成水島工場
  - 岡山ブタジエン水島工場
  - 小田象製粉
  - サノヤス造船水島製造所
  - 瀬戸埠頭
  - 日本曹達水島工場
  - 日本食品化工水島工場
  - 日本ゼオン水島工場
  - 日本農産工業水島工場
  - 水島オキシトン水島工場
  - ENEOS水島製油所B工場（一部）
  - 三菱化学水島事業所（一部）
  - 三菱自動車工業水島製作所（一部）

宿泊施設
- 瀬戸大橋ホテル
- 倉敷シーサイドホテル

他
- 雇用促進住宅

## 名所・史跡
- 本荘八幡神社
- 産土荒神社
- 通仙園
- 宮の鼻遺跡
- 緑地公園
- 宇野津公園

## 交通

### 道路
- 国道430号
- 岡山県道268号白尾塩生線
- 岡山県道276号宇野津下之町線
- 岡山県道393号鷲羽山公園線（鷲羽山スカイライン）

### 路線バス
- 下電バス